# Изидор Тейлор
Изидо̀р Жустѐн Северѐн Тейло̀р (на френски: Isidore Justin Séverin Taylor) е френски писател и общественик.
Роден е на 5 август 1789 година в Брюксел в семейството на емигрирал във Франция британски професор, а майка му е от видно семейство от Брюге. Птъува много в Европа и Близкия Изток и от 1820 до 1878 година издава многотомната поредица „Живописни и романтични пътешествия в стара Франция“ („Voyages pittoresques et romantiques dans l'ancienne France“), смятана за първото систематично изследване на френското културно наследство. Същевременно пише и превежда множество пиеси, администрира някои от водещите театри в Париж и заема висши държавни постове, свързани с културното наследство. През 1825 година получава титлата барон.
Изидор Тейлор умира на 6 септември 1879 година в Париж.